# Baranyavár
Baranyavár (horvátul: Branjin Vrh, szerbül: Брањин Врх) falu Horvátországban, Eszék-Baranya megyében. Közigazgatásilag Pélmonostor községhez (járáshoz) tartozik.

## Fekvése
A horvát-magyar határtól 3 km-re, Pélmonostortól 3 km-re északra, a Karasica-patak partján fekszik. Áthalad rajta a D7-es főút.

## Nevének eredete
A Duldumas valószínű szláv jelentése: dolgo most (hosszú híd) A Baranya név először személynévként tűnt fel Brangna alakban, tehát személynévi eredetű lehet, és ebben az esetben valószínűleg első ispánja nevét őrzi.

## Története
A régészeti leletek tanúsága szerint Baranyavár területe az őskortól fogva folyamatosan lakott volt. 2007-ben a magyar határtól Eszék felé menő autópálya építését megelőző leletmentő feltárások során a falutól nyugatra, a Karasica bal partján fekvő két kiemelkedésen, az „Okrugla međa” 1 és 2 lelőhelyeken az újkőkorhoz tartozó Starčevói és Sopot-kultúra, a kőrézkorhoz tartozó Kosztoláci kultúra, a vaskori La Téne-kultúra kerámiái, valamint sok ókori és középkori kerámia töredékei is előkerültek. A falutól északra, egy hosszúkás, enyhe magaslaton, a Karasica bal partján található „Rastić” nevű lelőhelyen ugyancsak a Starčevói és Sopot-kultúra, valamint a La Téne-kultúra leletei mellett római kerámiákat, csontokat, tégladarabokat és késő középkori kerámiákat is találtak.
A latin nyelvű „Historia de via Hierosolymitana”, az első keresztes hadjáratról szóló, 1120 előtt írt költemény „ad civitatem, quae vocatur Duldumast” alakban említ egy várost, mely „Hanenburch” (Tolna) várától négy napi távolságra van. A „civitas” szó 11. századi királyi vár, illetve megyeszékhely jelentése alapján, továbbá a földrajzi távolságok és a terepalakulatok figyelembevételével már Györffy György arra következtetett, hogy Duldumast Baranyavárral azonosítható. A Duldumast minden bizonnyal a szláv „dolgo most” (hosszú híd) kifejezésből származik és a Dráván és árterén itt átvezető hídra utalhat, melynek északi végpontja a mai Baranyavár volt. Baranyavár (Duldumast) valószínűleg már a honfoglalás előtt létező szláv földvár volt. Földvára a Duna jobb partján vivő főútvonal Karasó folyón való átkelésénél, fontos hadiutak találkozási pontjában feküdt. Fontosságát jelzi, hogy amikor I. István király megszervezte a magyar vármegyerendszert Baranya vármegye székhelyéül nem Pécset, hanem Baranyavárat jelölte ki. A vár a tatárjárást is átvészelte és továbbra is – Pécs mellett – a környék jelentős erőssége maradt. Pécs és Siklós jelentőségének növekedésével Baranyavár fokozatosan háttérbe szorult.
Baranyavár mai nevén az 1332–35-ös pápai tizedjegyzékben szerepel először „Baranawar” néven. Következő említése „villico de Baranavar” formában a pécsi káptalan 1341. augusztus 30-án kelt oklevelében történt, melyben I. Károly királynak jelenti, hogy Pál országbíró ítélete következtében Veyki István és Miklós részére Kolosfia Laczk ellen Csabagáta nevű birtokot megbecsültette. 1380-ban „Baranyauar”, 1388 és 1406 között „Baranauar”, 1405-ben „Baranyawar” alakban találjuk a korabeli oklevelekben. A várat tulajdonosai a 14. században várkastéllyá építették át, melyet 1388-ban Kórógyi István kapott meg Harsány tartozékaként. A vár maga 1454-ben tűnik fel „Castellum Baronyawar” néven. Később, amikor a Kórógyiak kastélyt építettek benne, önálló uradalom központja lett. Kórógyi Gáspár halála után monoszlai Csupor Miklós kapta, majd miután fiúutód nélkül halt el, királyi adományként Dengelegi Pongrácz Jánosé lett.
A török 1526-ban ezt is elfoglalta, majd az eszéki hidat felépítve palánkvárat épített ide, mely a Baranyavári náhije székhelyeként a Drávaszög török adminisztrációs központja lett. Az 1591-es török adókönyv szerint Baranyaváron 10 adózó jobbágy élt, neveikből ítélve mind magyarok. 1663-ban Zrínyi Miklós a téli hadjárat során az eszéki híd felégetése után Baranyavárat is elfoglalta. Jelentősége ezután megszűnt, pontos helye és sorsa nem ismert. Dénes József felvetette, hogy esetleg a harmadik katonai felmérés térképén Benge falutól délre, a „Stara Benge” névnél található négyszögletes terepalakzat lehet azonos az ősi Baranyavárral. A helyiek az ortodox temető keleti oldalán és a Šećerana–Baranyavár úttól délre fekvő területet tartják a középkori vár helyének. A helyiek ezt a földet Graznak vagy Turski Brijegnek hívják. A téglalap alakú egykori vár maradványai és az őket körülvevő várárok állítólag még 1964-ben is láthatóak voltak ezen a helyen.
A térség 1687-ben szabadult fel a török uralom alól. A bellyei uradalom részeként előbb kamarai birtok, majd királyi adományként hadi érdemeiért Savoyai Jenő herceg kapta meg. Savoyai 1736-os halála után, miután örököse nem volt, a birtok a kamarára szállt. Mária Terézia 1780. május 5-én leányának, Mária Krisztinának és férjének, Szász-Tescheni Albert hercegnek adományozta. Miután ők is gyermektelenek voltak, a birtokot Károly Lajos főherceg örökölte. Károly örököse fia Albrecht lett, majd halála után Albrecht testvérének fia, Frigyes lett a következő ura, egészen az első világháborúig. Az udvar döntése alapján Baranyavár 1724-ben mezővárosi rangot kapott. A plébániatemplom 1789-re épült fel Mária Krisztina főhercegnőnek a költségén.

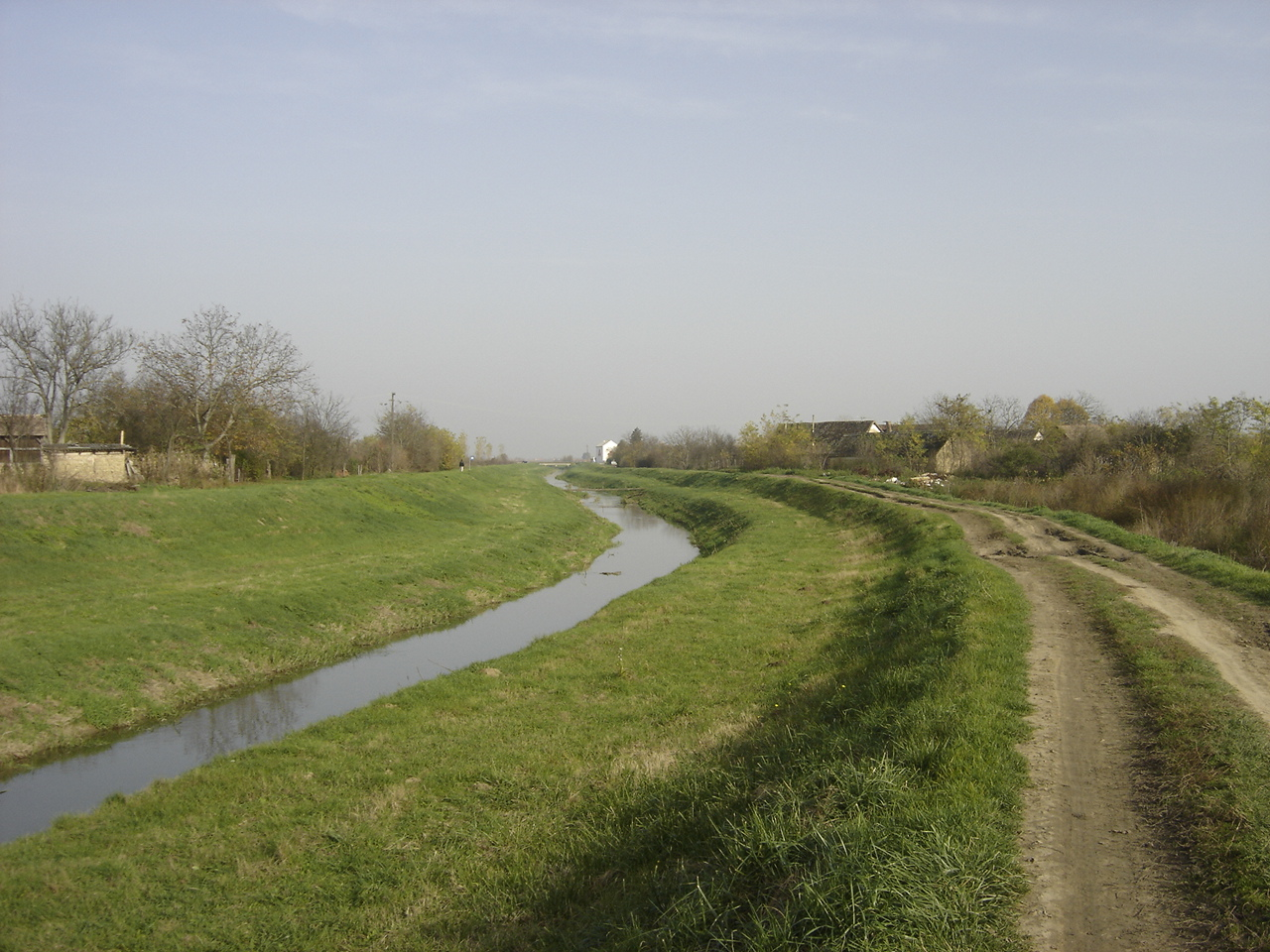
A Karasica-patak Baranyavárnál

A településnek 1910-ben 1486, lakosa volt, ebből 220 magyar, 209 német, 1017 horvát-sokác, 40 szerb és 10 „tót”. Az itt élők közül 686 fő tudott magyarul. A trianoni békeszerződésig Baranya vármegye Baranyavári járásához tartozott. A település az első világháború után az új szerb-horvát-szlovén állam, majd később (1929-ben) Jugoszlávia része lett. 1941 és 1944 között ismét Magyarországhoz tartozott, majd a háború után ismét Jugoszlávia része lett. A második világháború végén a német lakosság nagy része elmenekült a partizánok elől. Az itt maradtakat a kommunista hatóságok kollektív háborús bűnösökké nyilvánították, minden vagyonuktól megfosztották és munkatáborba zárták. Az életben maradtakat később Németországba és Ausztriába telepítették ki. 1946-ban az ország más részeiről, a Muraközből, a Zagorjéból, Dalmáciából és a Tengermellékről szállítottak ide teljesen elszegényedett horvát családokat, akik megkapták az elűzött németek házait. 1991-ben 1578 főnyi lakosságának 65%-a horvát, 12%-a szerb, 8%-a jugoszláv, 3%-a magyar volt. 1991. augusztus 21-én elfoglalták a Baranyát megszálló szerb csapatok. A nem szerb lakosságot elűzték, katolikus temploma, házai súlyosan megsérültek. Az elűzöttek házaiba szerb menekülteket költöztettek. A horvát menekültek csak 1997-ben térhettek vissza. 2011-ben 993 lakosa volt.

## Népessége

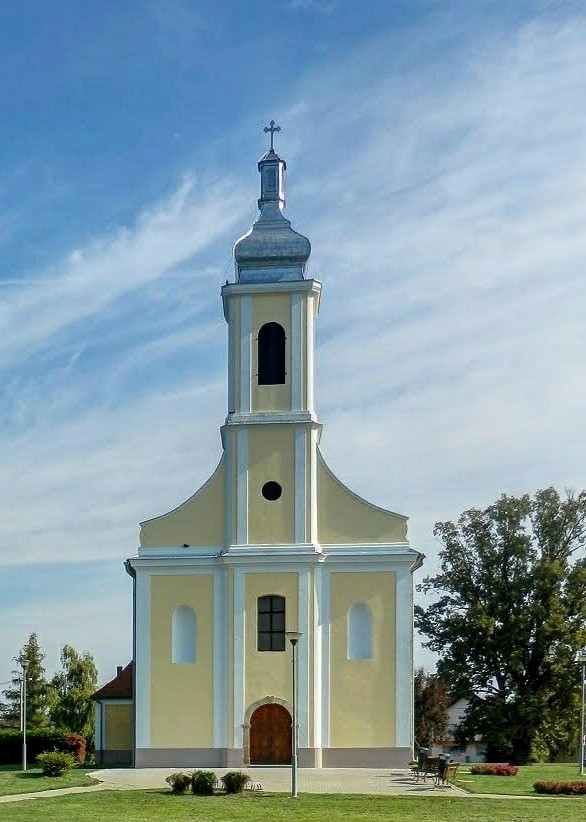
A Szent Kereszt templom

| Lakosság változása | Lakosság változása | Lakosság változása | Lakosság változása | Lakosság változása | Lakosság változása | Lakosság változása | Lakosság változása | Lakosság változása | Lakosság változása | Lakosság változása | Lakosság változása | Lakosság változása | Lakosság változása | Lakosság változása | Lakosság változása |
| ------------------ | ------------------ | ------------------ | ------------------ | ------------------ | ------------------ | ------------------ | ------------------ | ------------------ | ------------------ | ------------------ | ------------------ | ------------------ | ------------------ | ------------------ | ------------------ |
| 1857               | 1869               | 1880               | 1890               | 1900               | 1910               | 1921               | 1931               | 1948               | 1953               | 1961               | 1971               | 1981               | 1991               | 2001               | 2011               |
| 1.608              | 1.691              | 2.387              | 2.360              | 1.405              | 1.496              | 2.588              | 2.942              | 1.342              | 1.428              | 1.688              | 1.526              | 1.490              | 1.578              | 1.189              | 993                |

## Nevezetességei

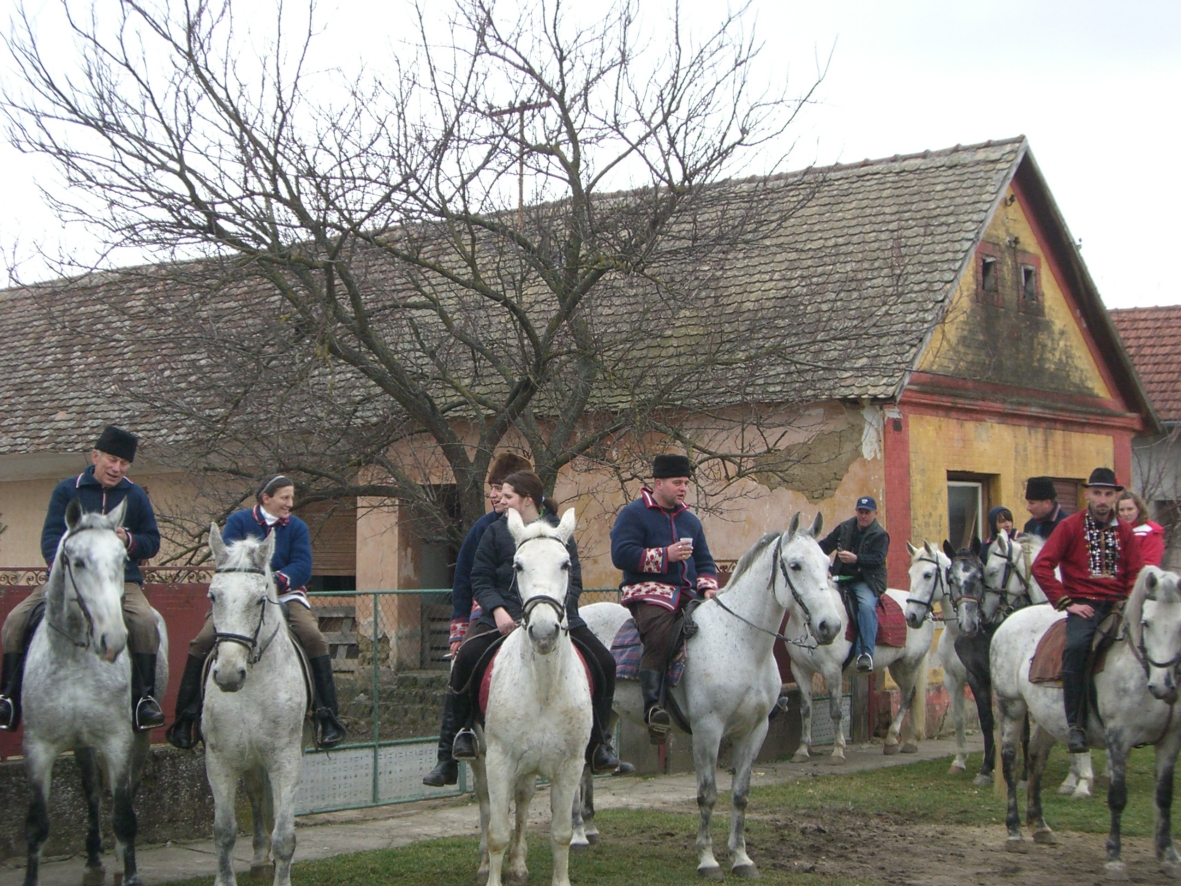
Farsangi lovas felvonulás 2009-ben

- A középkori vár, az egykori Baranya vármegye központjának maradványai az ortodox temető keleti oldalán és a Šećerana–Baranyavár úttól délre találhatók. A helyiek ezt a földet Graznak vagy Turski Brijegnek hívják. A téglalap alakú egykori vár maradványai és az őket körülvevő várárok még 1964-ben is láthatóak voltak. Ezeket a maradványokat azután talajjal borították és erdővel ültették be, így csak a megemelt terep alapján lehet következtetni egy középkori várkastély létezésére.
- A Szent Kereszt-templom[12] 1789-ben épült a falu akkori kegyurának Mária Krisztina főhercegnőnek a költségén késő barokk stílusban. A plébániát is ebben az évben alapították. A délszláv háborúban megsérült és kifosztották.

## Oktatás
A településen a pélmonostor-cukorgyári általános iskola területi iskolája működik.

## Sport
Az NK Croatia Branjin Vrh labdarúgóklubot 1967-ben, még NK Jedinstvo alapították. 1998 óta viseli a mai nevét. A csapat a megyei 3. ligában szerepel. Az első labdarúgóklubot 1924-ben ŠK Jadran néven alapították a faluban.

## Egyesületek
- DVD Branjin Vrh önkéntes tűzoltó-egyesület.
- „ANTIANUS” Branjin Vrh filatélista és numizmatikai egyesület.
- „Baranja” kisállattenyésztők egyesülete.
- „Sokol” vadásztársaság.